# Struthanthus confertus
Struthanthus confertus är en tvåhjärtbladig växtart som beskrevs av Carl Friedrich Philipp von Martius. Struthanthus confertus ingår i släktet Struthanthus och familjen Loranthaceae. Utöver nominatformen finns också underarten S. c. pernodosus.